# Kirkkonummi
Kirkkonummi (en suec, Kyrkslätt) és un municipi del sud de Finlàndia.